# Tahula (Syria)
Tahula (arab. تحولا) – wieś w Syrii, w muhafazie As-Suwajda. W 2004 roku liczyła 288 mieszkańców.